# Kehl-Straßburg
Il sistema Kehl-Straßburg era un sistema di guida per le bombe plananti utilizzate dalla Germania nell'ultima parte della seconda guerra mondiale. Era costituito dal trasmettitore FuG 203 Kehl imbarcato sull'aereo madre, mentre il sistema di ricezione installato sulle bombe era denominato FuG 230 Straßburg.
Il sistema di controllo, noto come Kehl-Straßburg, venne utilizzato con le bombe Ruhrstahl SD 1400, dette anche Fritz X e con le bombe Henschel Hs 293. Le prime erano destinate all'uso contro navi protette da corazzatura, mentre le seconde erano pensate per l'utilizzo contro navi convenzionali. Entrambi i tipi di bombe, sono accreditate dell'affondamento e del danneggiamento di alcune navi, tra cui l'italiana Nave da battaglia Roma affondata il 9 settembre 1943 da due Fritz X mentre si dirigeva verso Malta per arrendersi in accordo alle clausole dell'Armistizio di Cassibile e l'incrociatore leggero britannico HMS Spartan (95).
Il sistema di guida si basava sul contatto radio tra le bombe e l'aereo che le sganciava, normalmente un Dornier Do 217 che subentrò nel compito agli Heinkel He 111 utilizzati inizialmente. Il sistema di guida si rivelò soggetto alla contromisure elettroniche. Dopo i primi attacchi nell'agosto del 1943, gli Alleati misero in atto un considerevole sforzo per sviluppare dei trasmettitori in grado di effettuare il jamming delle frequenze tra 48,2 MHz e 49,9 MHz impiegate dal sistema. I primi esperimenti di disturbo eseguiti dall'U.S. Naval Research Laboratory, portarono alla realizzazione del sistema di disturbo XCJ, installato a bordo dei cacciatorpediniere di scorta USS Herbert C. Jones e Frederick C. Davis nel tardo settembre 1943, troppo tardi per supportare lo sbarco di Salerno. L'XCJ si dimostrò inefficace, perché le frequenze scelte da disturbare non erano inizialmente corrette. Il problema fu risolto in tempo per lo sbarco di Anzio e il disturbatore prese il nome di XCJ-1.
All'inizio del 1944, il Regno Unito iniziò a impiegare il trasmettitore Type 650, che aveva un approccio diverso, disturbando la frequenza intermedia di 3 MHz del ricevitore Straßburg. Il metodo si rivelò più efficace particolarmente perché l'operatore non doveva cercare di trovare manualmente quale delle 18 frequenze Kehl-Straßburg era utilizzata per la guida. Il disturbo alla frequenza intermedia del ricevitore, otteneva i risultati desiderati, prescindendo dalla frequenza del collegamento radio per la guida della bomba dall'aereo utilizzando il FuG 203 Kehl.